# Kempter Wald

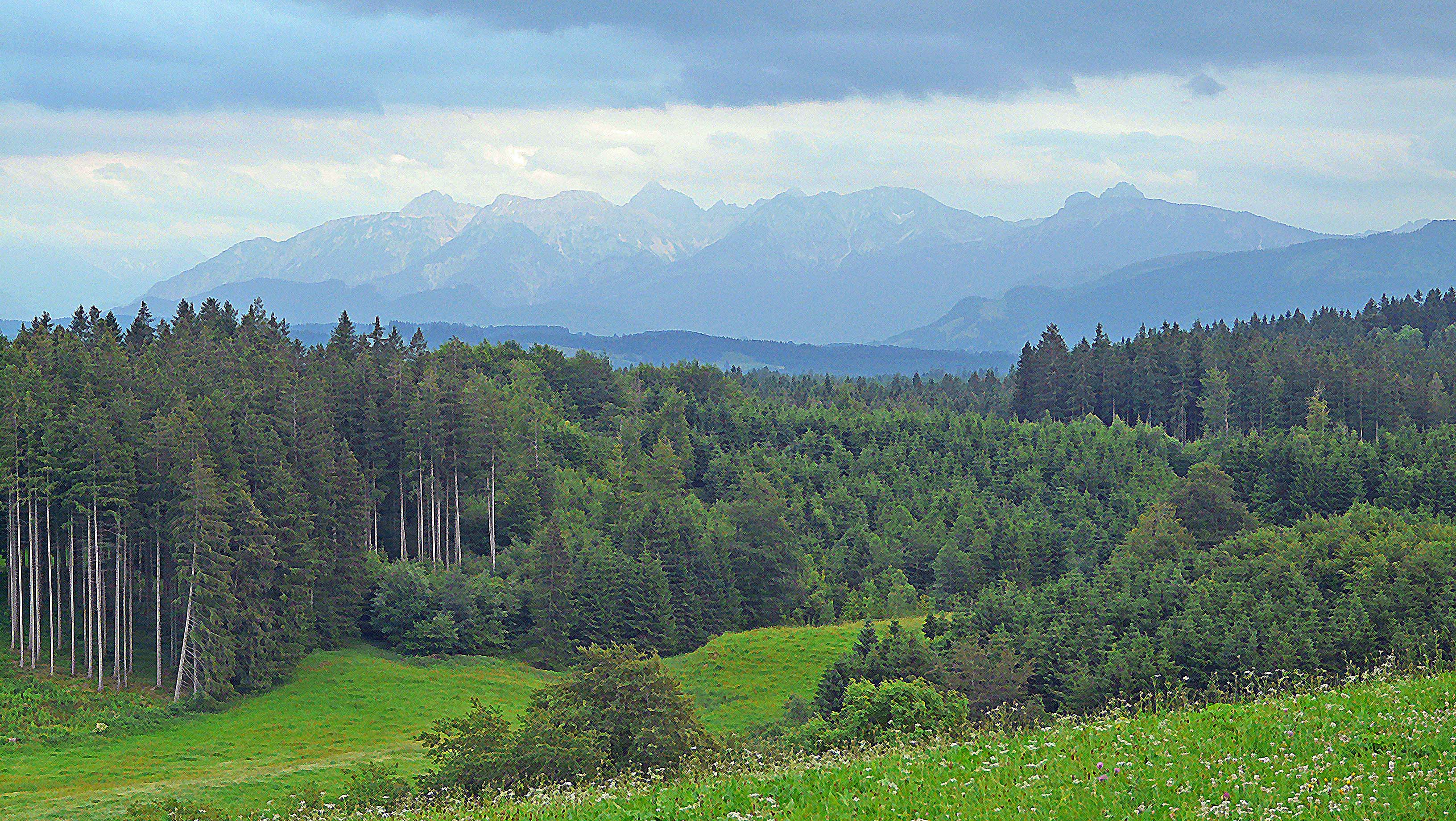
Kempter Wald bei Hauptmannsgreut (941 m NHN)

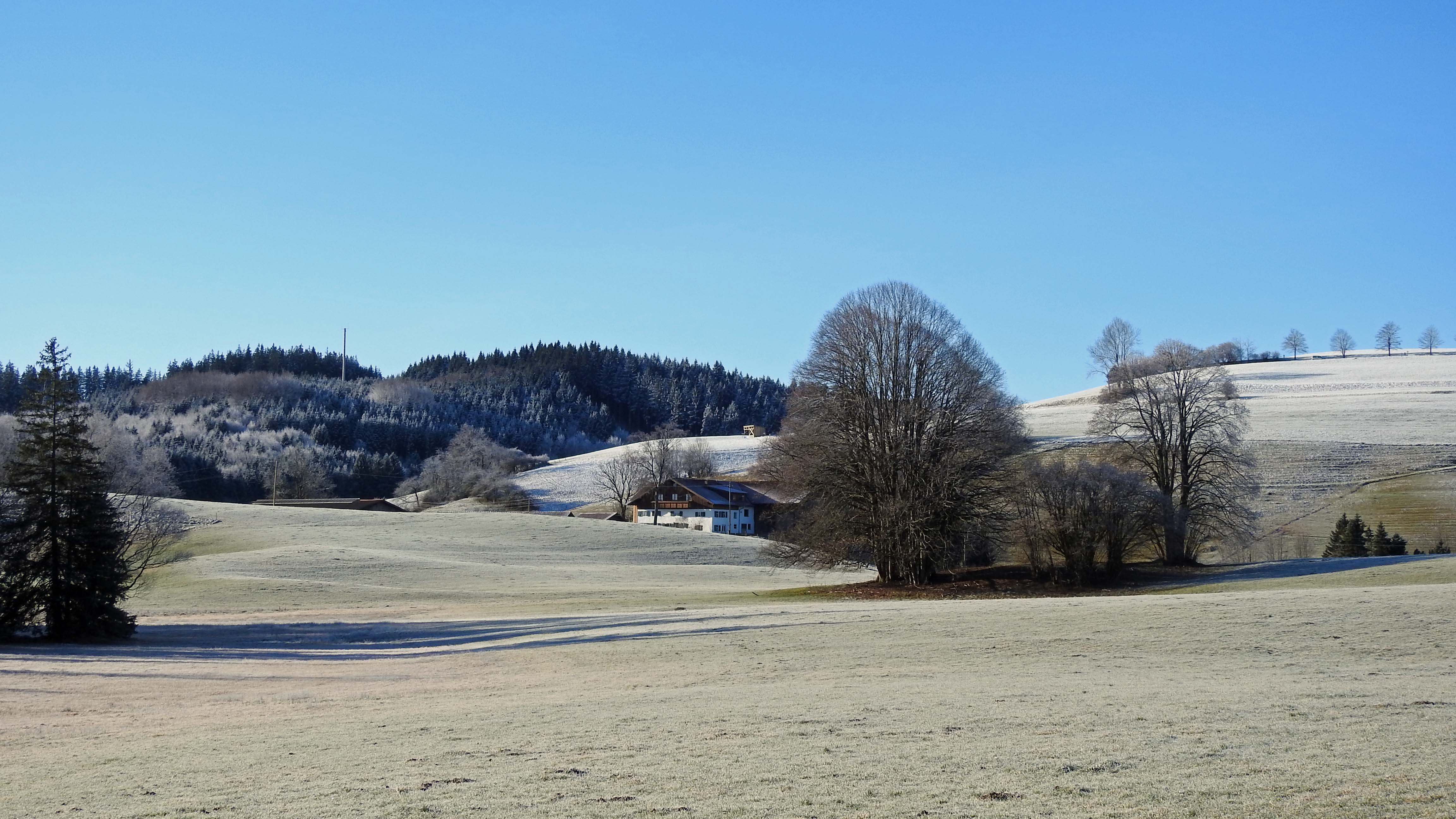
Unterhalden am Nordrand des Kempter Waldes

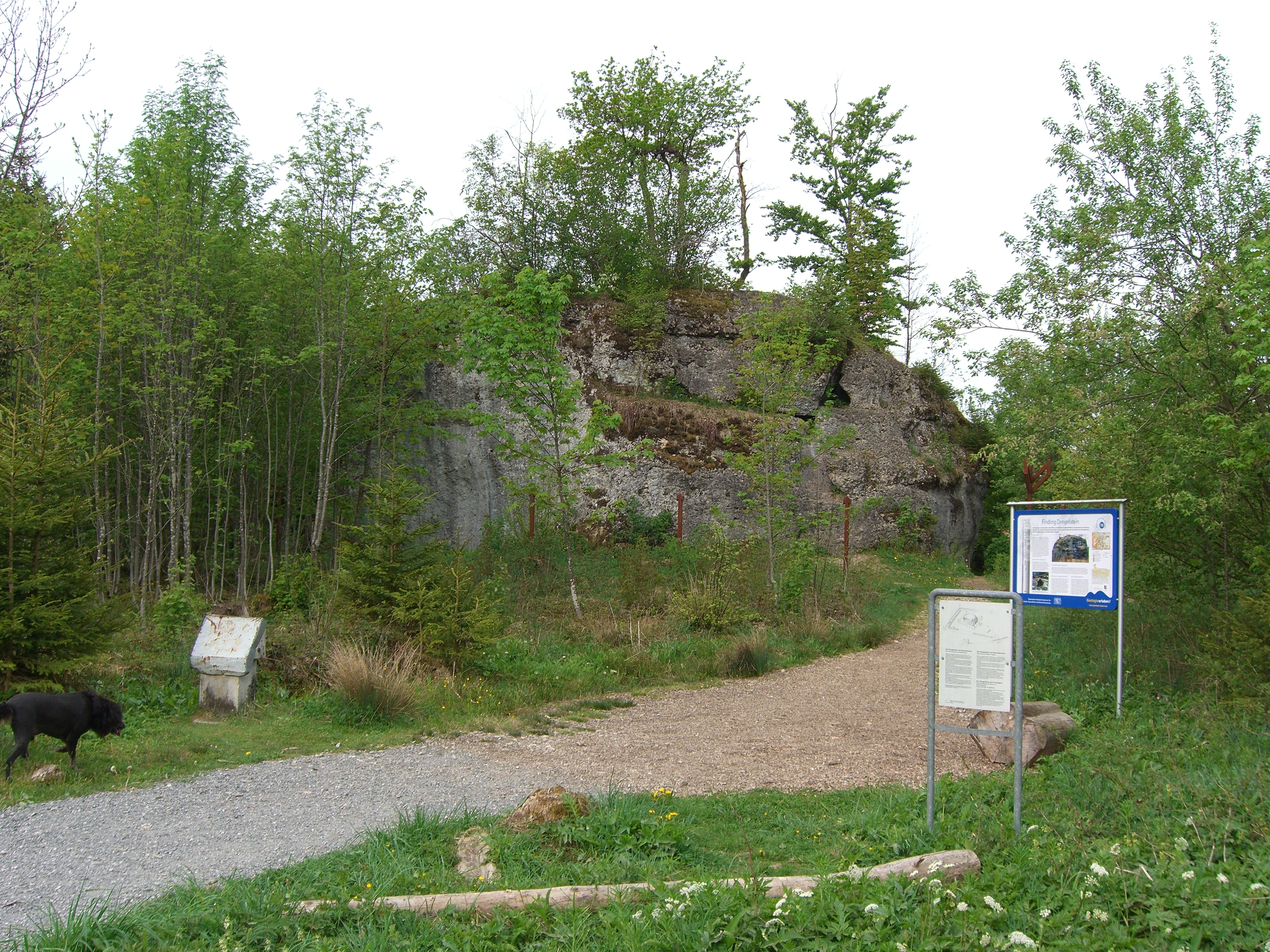
Der Dengelstein im Kempter Wald

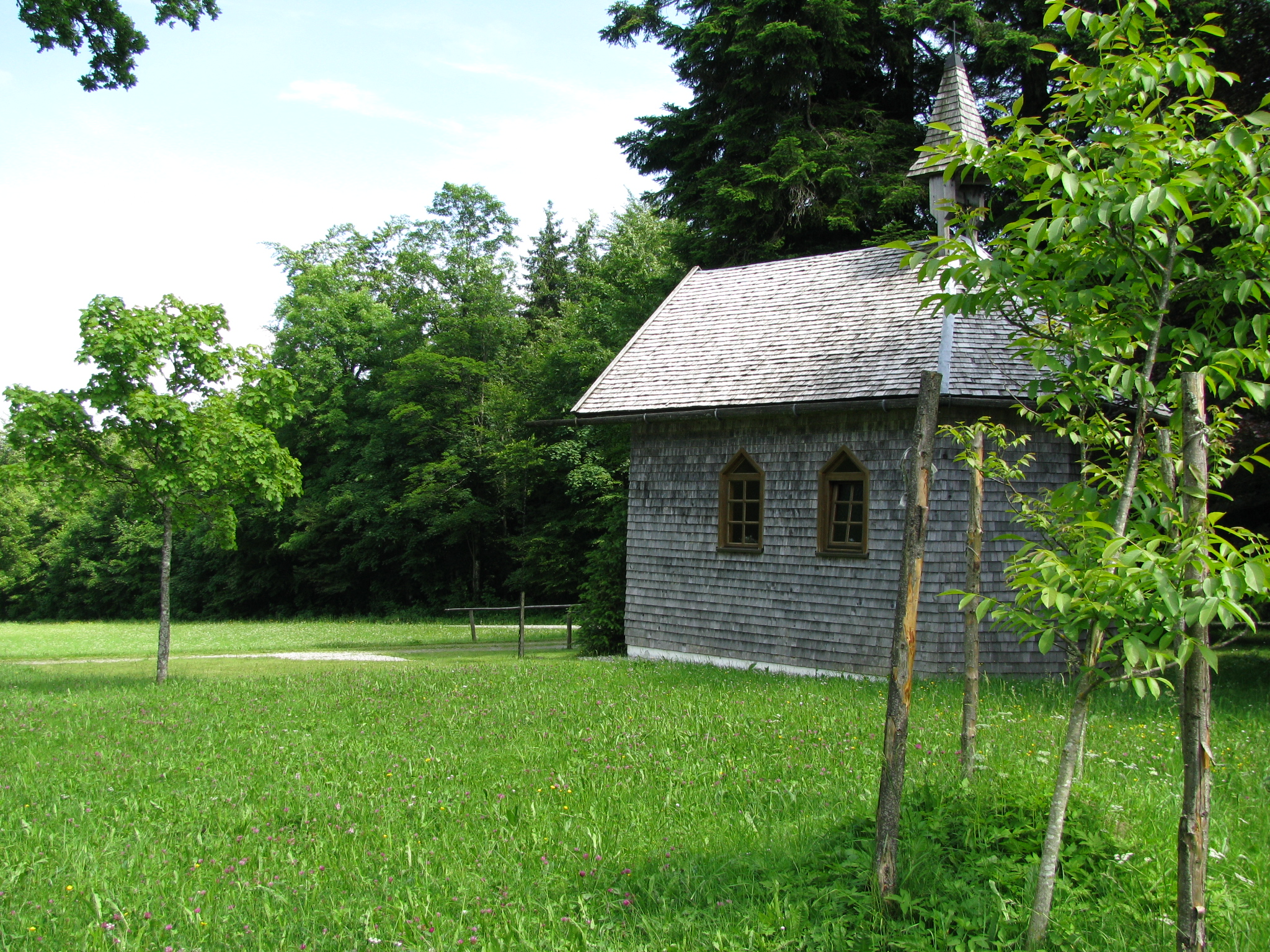
Die Waldkapelle im Kempter Wald

Der Kempter Wald (auch Kemptener Wald) ist ein großflächiges Waldgebiet östlich von Kempten (Allgäu) auf dem Gebiet der Landkreise Ober- und Ostallgäu. Der Wald liegt teilweise auf dem gleichnamigen gemeindefreien Gebiet. Der Kempter Wald erreicht Höhen bis ca. 960 m ü. NHN südlich von Hauptmannsgreut und bei Bodelsberg.

## Geographie
Der Kempter Wald ist Teil der voralpinen Allgäuer Moor- und Hügellandschaft, die in der letzten Eiszeit durch den Illergletscher geprägt wurde. Aus dieser Zeit stammt eine der größten Findlingsansammlungen der gesamten Nordalpen mit über 4000 Findlingen, wobei die größten (Dengelstein, Beichelstein, Baltenstein, der Stein) beachtliche Größen von über 3000 m³ und 20 m im Durchmesser erreichen.
Der Wald ist Quellgebiet mehrerer Bäche und Kleinflüsse (z. B. der Kirnach), deren Wasser im weiteren Verlauf in die Iller oder in die Wertach münden. 54,4 % der Fläche des Kempter Waldes unterliegen europäischer oder nationaler Naturschutzgesetzgebung. Das FFH-Gebiet „Kempter Wald mit Oberem Rottachtal“ ist identisch mit diesem Anteil, zu den Besonderen Schutzgebieten (Vogelschutzgebieten nach einer EU-Richtlinie) zählen 6,8 % der Fläche und der Naturschutzgebietsanteil beläuft sich auf 7,2 % (Stand 2003).

## Geschichte
Die Fürstäbte von Kempten legten im Kempter Wald 80 Fischweiher an und zählten ihn zu den „jagdreichsten Gebieten Deutschlands“. Immer wieder waren seinerzeit die Nutzungsrechte im Kempter Wald (Holzeinschlag, Jagd, Waldweide, Zoll) Gegenstand von Streitigkeiten zwischen dem Fürststift und der Reichsstadt Kempten. Bereits 1373 ließ der damalige Fürstabt einen bestehenden Saumpfad durch den Wald zu einer befahrbaren Straße ausbauen. Der Fürstabt hatte auch eine Zollstätte im Wald, an einer alten Römerstraße, die früher von Kempten bis Reutte führte und dort an die Via Claudia anschließt (in der Nähe liegt der Bahnhaltepunkt Zollhaus-Petersthal der Außerfernbahn). 1694 wollte er von seiner Zollstätte eine Straße nach Immenstadt bauen in Konkurrenz zu einer zeitgleich geplanten Straße von Feldkirch über den Arlberg, um den Handel an den Reichsstädten Kempten, Isny, Wangen und Lindau vorbei direkt nach Bregenz zu führen. Das Projekt scheiterte jedoch am Einspruch der Reichsstädte einschließlich Augsburgs, des Herzogtums Württemberg und des Bischofs von Konstanz.
Der von Augsburg zum Bodensee führende Schwäbisch-Allgäuer Wanderweg (gleichzeitig ein Teilstück des Münchner Jakobswegs) quert den Kempter Wald. Er führt an der mitten im Wald stehenden, 1938 erbauten Waldkapelle vorbei.

## Sehenswürdigkeiten
Die mittelalterliche Burg Wolkenberg stand im Kempter Wald auf dem heutigen Gemeindegebiet von Wildpoldsried und ist als Ruine erhalten. In der Nähe der Gemeinde Durach gibt es die Ruine Neuenburg. Auch eine Fliehburg ist erwähnt. Traditionelle Ausflugsziele sind verschiedene Gasthöfe im Kempter Wald (Tobias, Ausschankrecht seit 1894; Waldschenke, seit 1912; Adler in Bodelsberg, Ausschank seit 1526; Hauptmannsgreut), die bewirtschafteten Landalpen Alpe Beilstein und Mehlblockalpe und der Grillplatz Stellbrunnen.